# Felix Philipp
Felix Philipp (* 4. März 1868 in Hirschberg im Riesengebirge, Provinz Schlesien; † 8. März 1933 in Breslau, Provinz Schlesien) war ein deutscher Gewerkschafter und sozialdemokratischer Politiker.

## Leben
Philipp war bis 1901 Eisendreher. Durch einen Berufsunfall wurde er arbeitsunfähig. Bereits seit 1898 war er Vorsitzender der örtlichen Filiale des Deutschen Metallarbeiterverbandes in Hirschberg. Seit 1902 bis zu seinem Tod war er hauptamtlicher Funktionär der Organisation in Breslau. Dort war er Philipp auch von 1910 bis 1919 Mitglied der Stadtverordnetenversammlung. Auch war er von 1915 bis 1919 Vorsitzender des örtlichen Gewerkschaftskartells.
In der Novemberrevolution war er von November 1918 bis April 1919 Vorsitzender des Zentralvolksrates für die Provinz Schlesien. Außerdem war er 1919 Mitglied der preußischen Landesversammlung. Danach war er Oberpräsident für die Provinz Schlesien und nach der Teilung in Ober- und Niederschlesien in derselben Funktion in Provinz Niederschlesien. Nach dem Kapp-Putsch im März 1920 wurde er entlassen, weil er den Putschisten nicht energisch genug entgegengetreten war.
Nach dem Beginn der nationalsozialistischen Herrschaft wurde er am 8. März 1933 beim Sturm der SA auf das Breslauer Gewerkschaftshaus erschossen.